# Kim Christensen
Kim Christensen, född 16 juli 1979 i Fredericia, är en dansk tidigare fotbollsmålvakt. Bland annat spelade han från mars 2008 till juni 2010 i den svenska klubben IFK Göteborg. Christensen blev under sin lyckade första säsong i Göteborg uttagen som reserv i danska landslaget och gjorde landslagsdebut 2010.

## Kontrovers
En händelse i en allsvensk match 23 september 2009 mot Örebro SK skapade internationell uppmärksamhet i efterhand. Domaren blev 20 minuter in i matchen underrättad om att målstolparna var felaktigt placerade; Christensen hade sparkat på dem för att göra målet mindre. Christensen klarade sig från disciplinära straff under matchen och från straff av Svenska Fotbollförbundets Disciplinnämnd i efterskott, men hans målstolpar blev hårt kontrollerade av domarna under resten av säsongen.

## Danska landslaget
Christensen har spelat tre inofficiella matcher för Danmarks landslag, den första en träningsmatch mot Thailand den 23 januari 2009 och den andra i januari 2010 under danska landslagets vinterturné 2010. Den 10 maj 2010 togs Christensen som en av fyra målvakter ut i danska landslagets preliminära 30-mannatrupp inför VM 2010. I en träningsmatch mot Senegal den 27 maj 2010 fick Christensen göra officiell landslagsdebut.

## Klubbar
- Rosenhøj BK (1995–2002)
- Hvidovre IF (2002–2003)
- NFA (2003–2004)
- FC Nordsjælland (2004–2007)
- IFK Göteborg (2008–2010)
- FC Köpenhamn (2010–2018)